# Pengepriser.dk
Pengepriser.dk er en prisportal oprettet af Finansrådet & Forbrugerrådet.
Formålet med siden er at skabe et bedre overblik over og kunne sammenligne priserne på lån og andre former for ydelser i banker, spare- og andelskasser.
Priserne på Pengepriser.dk vedligeholdes af bankerne selv, og det er frivilligt for pengeinstitutterne at deltage. På Pengepriser.dk findes en liste over de pengeinstitutter, der ikke giver oplysninger til portalen, og årsagen dertil.

## Ekstern henvisning
Pengepriser.dk